# Porta Fontinalis
Porta Fontinalis var en av Serviusmurens stadsportar i antikens Rom. Den var belägen på Capitoliums nordöstra sluttning. Porten var förmodligen uppkallad efter de källor (latin: fontes), som fanns i Tullianum. Porten kan även ha haft en religiös anknytning till Fontus, den romerske guden över brunnar och källor, vilken firades vid Fontinalia den 13 oktober.
Stadsporten omnämns på skomakaren Caius Iulius Helius gravstele från 100-talet e.Kr. Inskriptionen nämner att Helius lät uppföra denna stele för sig själv och sin dotter Julia Flaccilla samt för den frigivne slaven Caius Julius Onesimus och hans andra tjänare.